# Нагинатадзюцу
Нагинатадзюцу (яп. 長刀術 или 薙刀術 нагината дзюцу) — японское боевое искусство владения нагинатой. Нагината — древковое оружие, родственное европейской глефе или русской совне, представляет собой закреплённый на длинной рукоятке изогнутый клинок, аналогичный японскому мечу.
В настоящее время нагинатадзюцу в основном практикуется в форме современного боевого искусства (гэндай будо), называемого, по аналогии с используемым оружием, нагината (яп. なぎなた нагината). По нагината проводятся соревнования.

## Происхождение
История происхождения нагинатадзюцу точно не известна. Предположительно, техника нагинатадзюцу была разработана либо на основе приёмов обращения с китайским гуань дао, либо независимо самураями, которые хотели увеличить радиус возможной зоны поражения противника мечом, и добились этого, прикрепив клинок к более длинной рукоятке. Первое упоминание об использовании нагинаты приведено в японской хронике «Кодзики» (712 год).

## История применения
Первоначально нагината использовалась в основном пехотой против конных противников. Также нагината была основным оружием монахов-воинов сохэев.
В период Эдо (1603—1868) нагината преобразовалось по большей части в статусное оружие женщин из сословия самураев онна-бугэйся (яп. 女武芸者 онна бугэйся, «женщина-самурай»), а также предназначалась для защиты ими жилища в отсутствие мужчин. В этот период нагината стала активно позиционироваться как оружие для женщин.
Многие традиционные школы боевых искусств (корю), такие как, например, Тэнсин Сёдэн Катори Синто-рю, включили нагинатадзюцу в программу обучения приблизительно с середины XV века.
В период Сёва изучение нагинатадзюцу было включено в программу общеобразовательных учреждений.
Изучение нагинатадзюцу в школах традиционных японских боевых искусств (Тэндо-рю, Тода-ха Буко-рю, Тэнсин Сёдэн Катори Синто-рю) продолжается и по настоящее время.

## Современный спорт — нагината

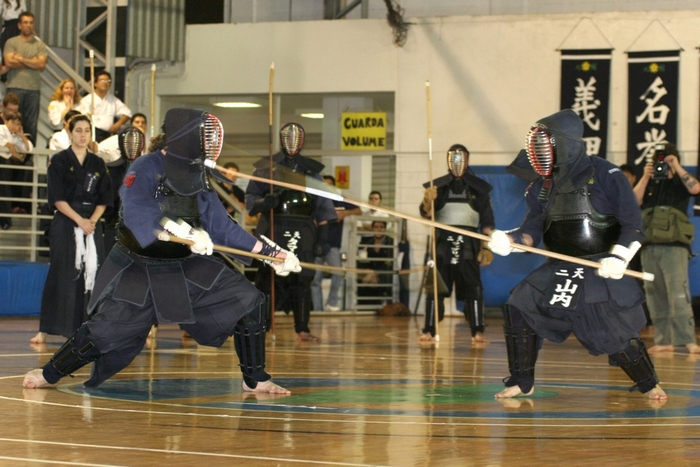
Современные соревнования на бамбуковых нагинатах

В настоящее время нагинатадзюцу наиболее часто практикуется в виде спорта, также получившего название нагината.
Японские спортсмены с 1955 года объединены во Всеяпонскую федерацию нагината (AJNF). Первый всеяпонский чемпионат по нагината прошёл в апреле 1956 года. Чаще всего этим спортом занимаются девушки и женщины, наибольшее распространение получили спортивные клубы нагината при высших учебных заведениях.

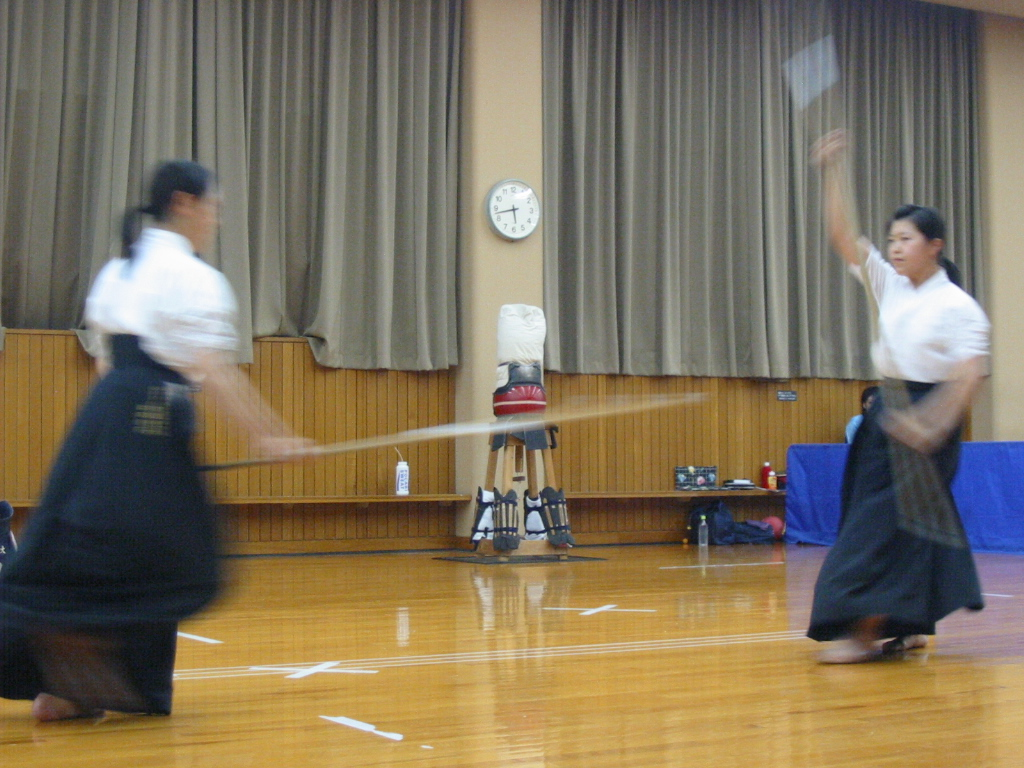
Студентки во время занятий нагината

Помимо Японии, нагината как вид спорта распространена в Европе, Австралии, Северной и Южной Америке.
Ряд иностранных организаций объединены в Международную федерацию нагината (англ. International Naginata Federation, INF), созданную в декабре 1990 года.